# Wilfred Bushnell
Wilfred Bushnell (ur. 8 grudnia 1902 w Watertow, zm. 4 kwietnia 1933) – pilot balonowy.

## Życiorys
W 1922 roku ukończył Naval Academy. W 1930 roku  rozpoczął służbę na sterowcu Los Angeles. W kwietniu 1931 roku został przeniesiony do Akron. W 1929 roku podczas narodowych kwalifikacji pobił wraz z Thomasem Settle rekord długości lotu balonem wolnym wygrywając tym samym zawody. Zawodnicy wystartowali z Pittsburgha i po 43:20 min, przebywając dystans 952 mil wylądowali na Wyspie Księcia Edwarda w Kanadzie. W 1932 roku wygrał wraz z Tomasem Settle XX Puchar Gordona Bennetta.  Zaginął 4 kwietnia 1933 w katastrofie sterowca USS Akron, który rozbił się u wybrzeży New Jersey.